# 177982 Попільня
177982 Попільня (177982 Popilnia) — астероїд головного поясу, відкритий 17 серпня 2006 року в Андрушівці.